# Хоэн-Нойендорф
Хоэн-Нойендорф (нем. Hohen Neuendorf) — город в Германии, в земле Бранденбург.
Входит в состав района Верхний Хафель. Население составляет 24 384 человека (на 31 декабря 2010 года). Занимает площадь 48,09 км². Официальный код — 12 0 65 144. Железнодорожная станция 4 класса.
Город подразделяется на 4 городских района.
| Год  | Население |
| ---- | --------- |
| 1990 | 14 188    |
| 1995 | 14 390    |
| 2000 | 19 338    |
| 2005 | 22 617    |
| 2010 | 24 384    |
| 2015 | 25 519    |
| 2020 | 26 380    |

## Города-побратимы
- Бержерак (Франция), 2018[2]
- Фюрстенау (Германия), 1991[3]
- Янув-Подляский (Польша), 1995[4]
- Мюльхайм (Германия), 1992[5]

## Фотографии

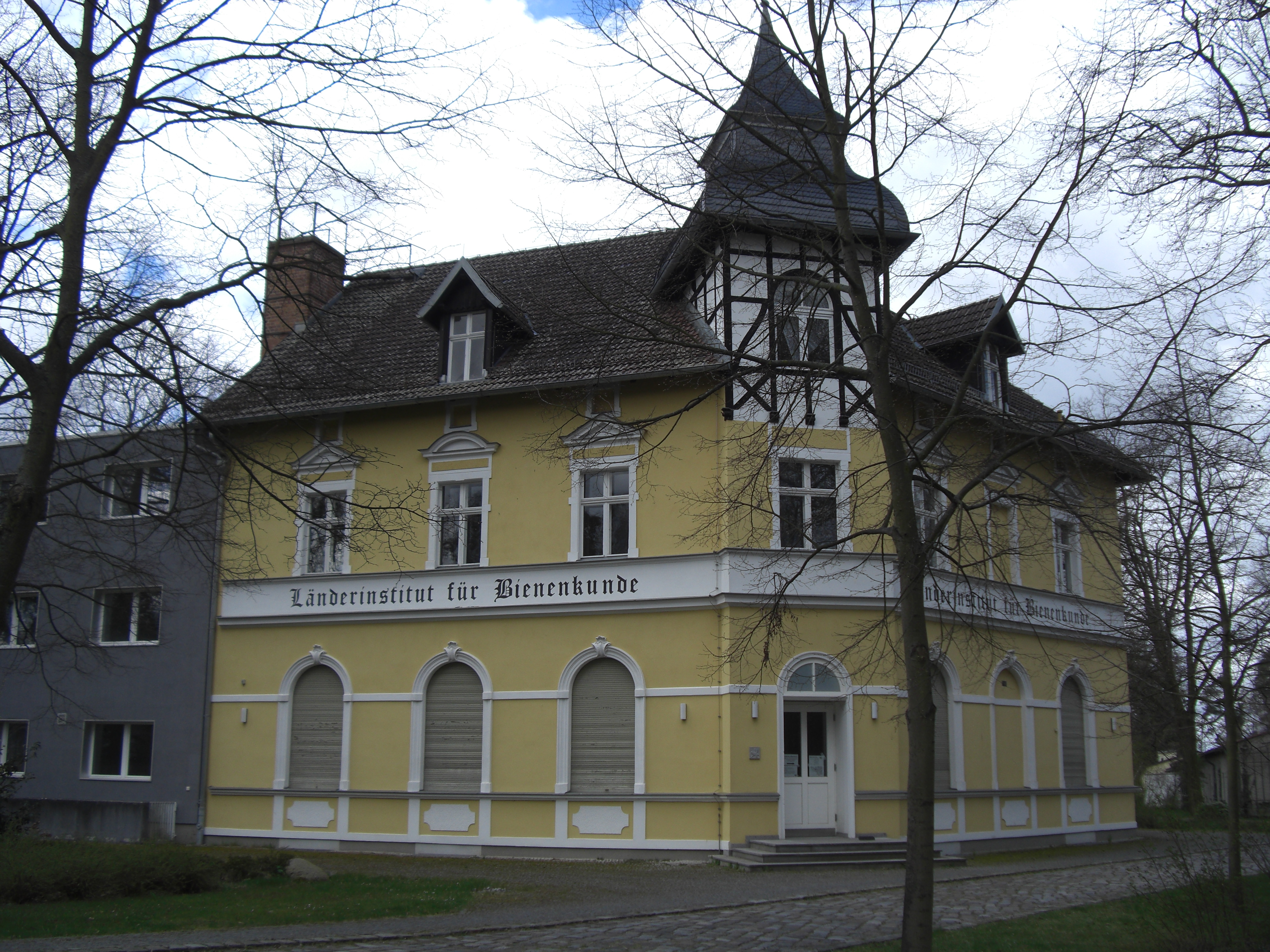
Институт пчеловодства Хоэн-Нойендорф
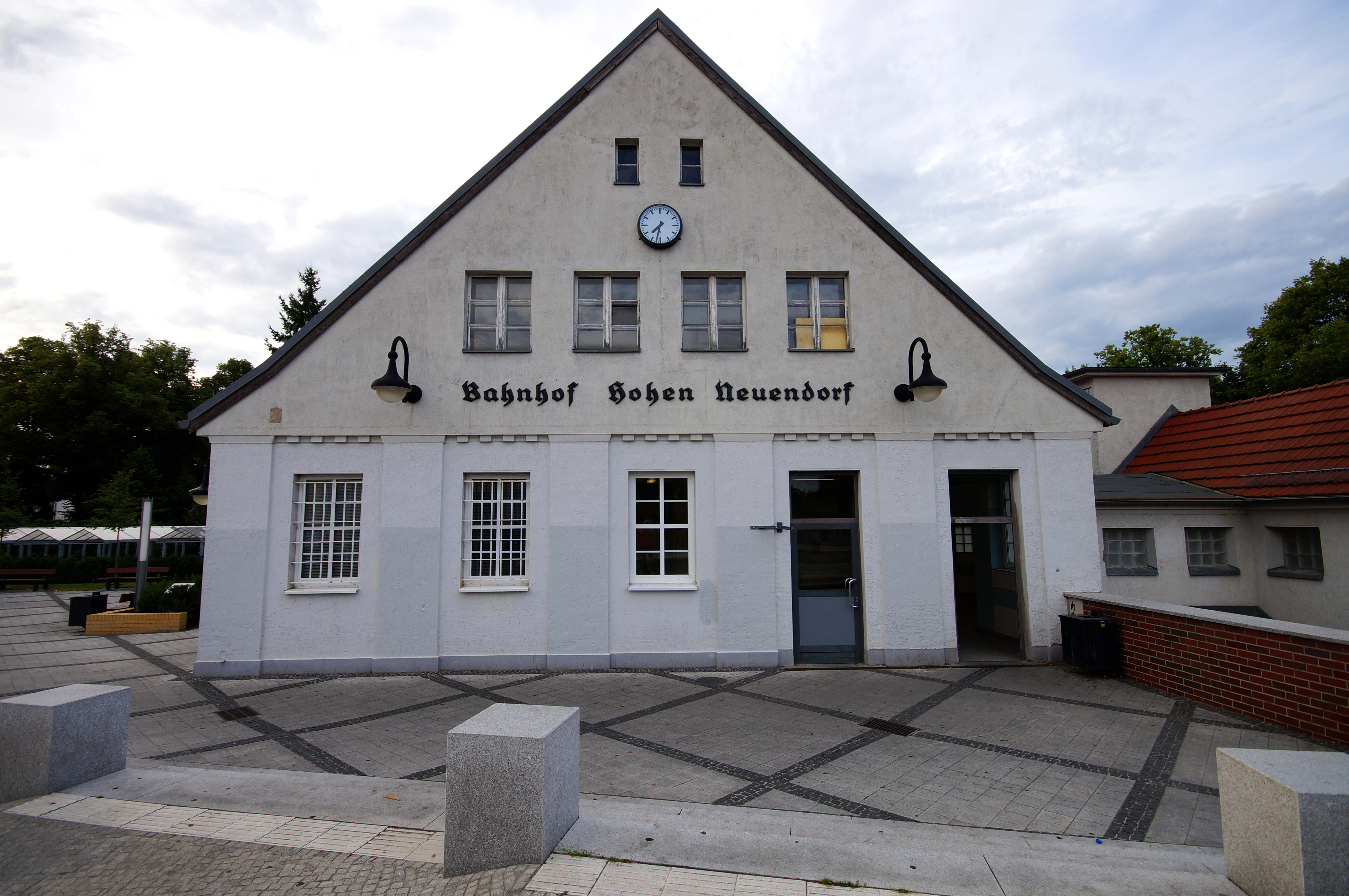
Вокзал Хоэн-Нойендорф
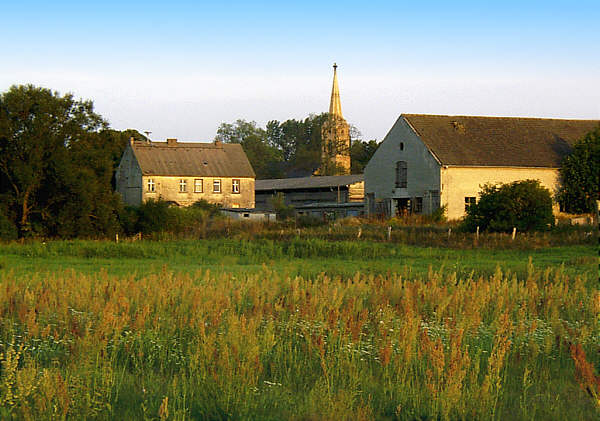
Вид на поле и церковь
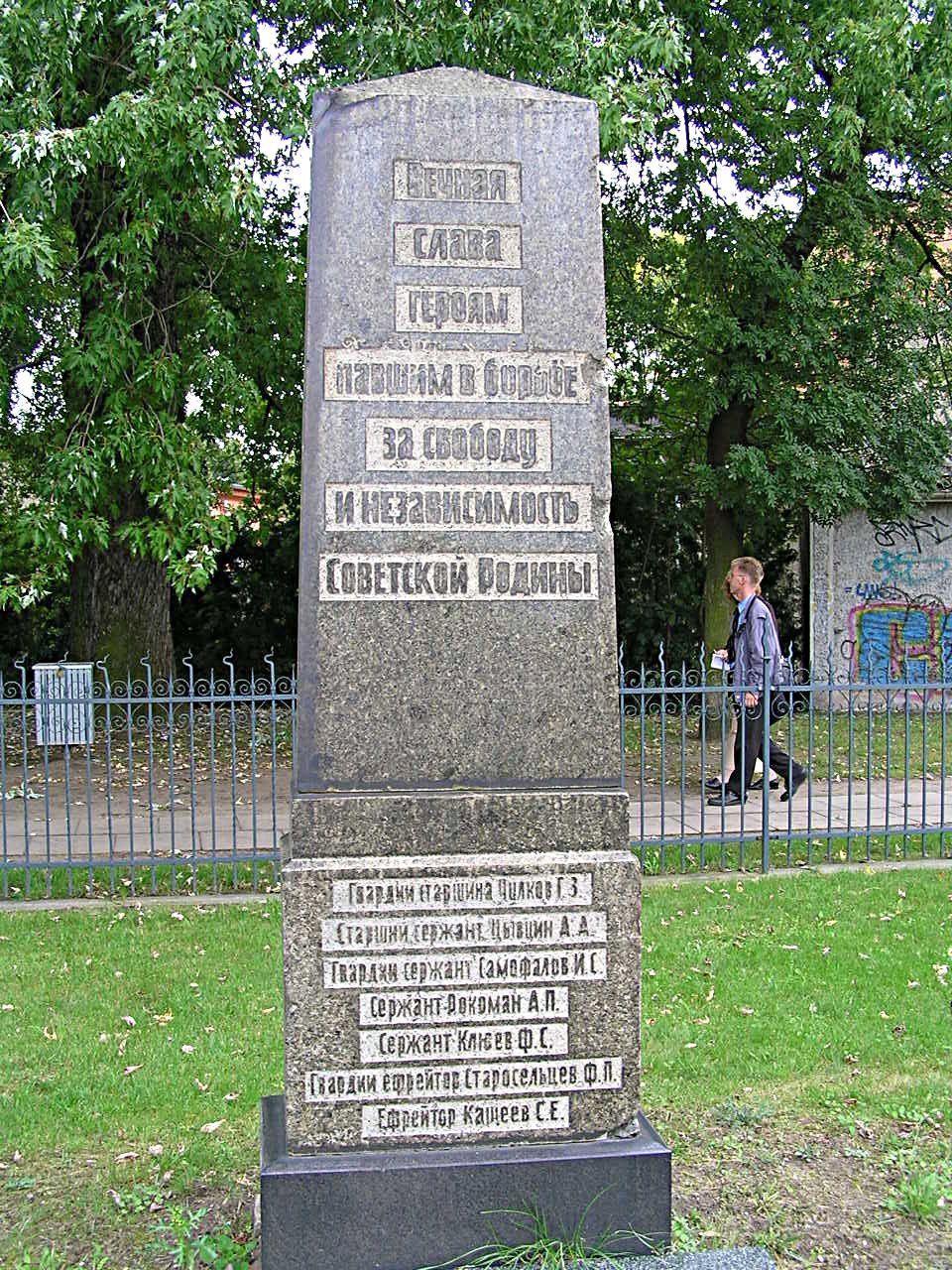
Советский памятник
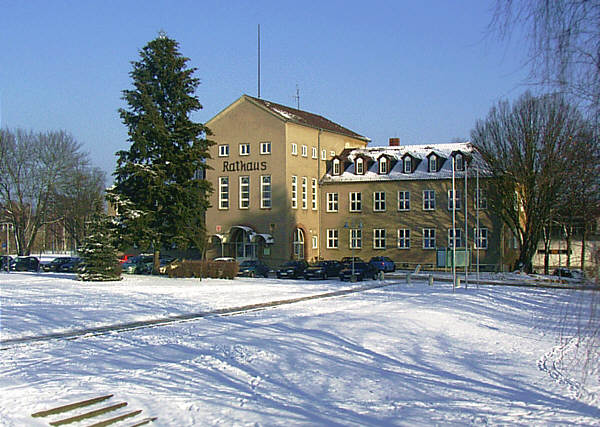
Ратуша
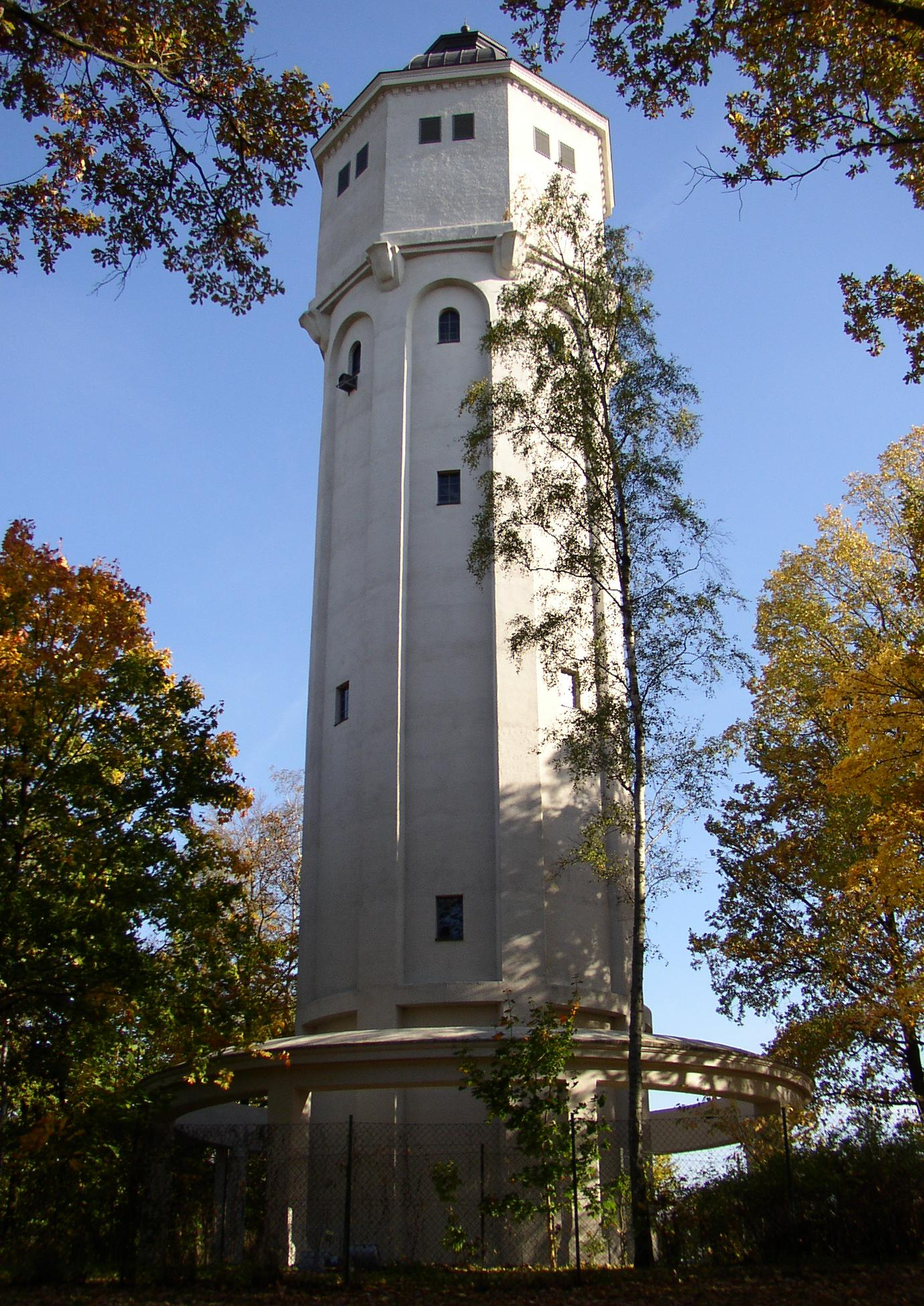
Водонапорная башня
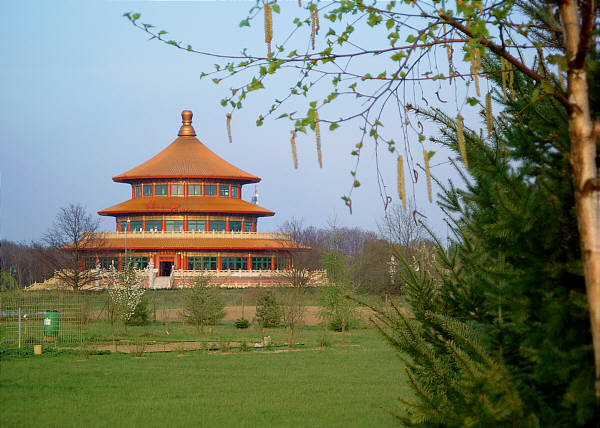
Китайский ресторан "Небесная пагода"
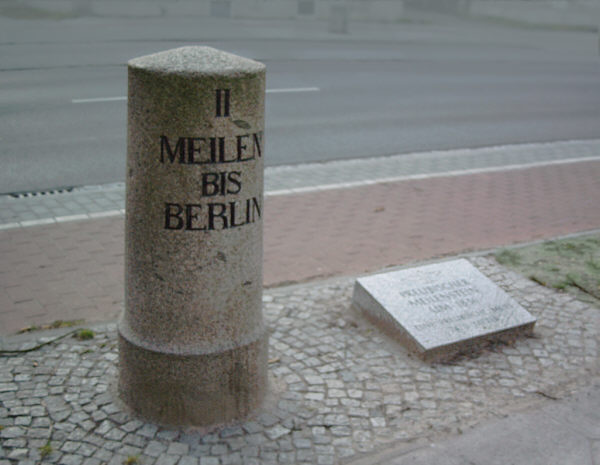
Придорожный столб. Надпись "11 миль до Берлина"